# Sorosi

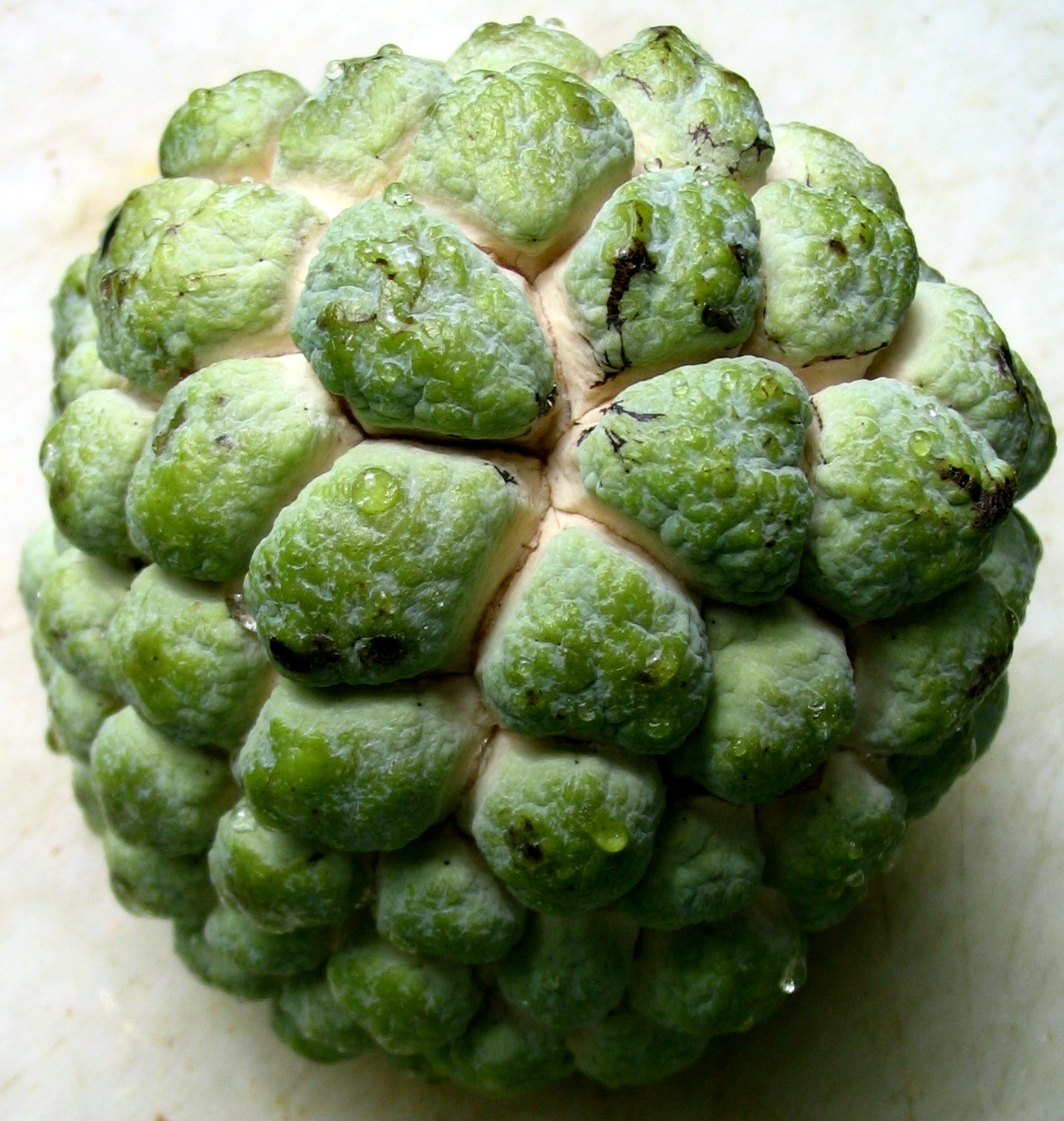
Sorosi de la Annona squamosa.

Un sorosi és una infructescència carnosa que s'ha originat a partir de la concrescència de diversos fruits simples entre ells i amb l'eix comú. En són exemples la pinya americana (Ananas comosus) i la xirimoia (Annona cherimola).